# Kabnur
Kabnur ist eine Census Town im indischen Bundesstaat Maharashtra. Sie liegt in der Nähe von Ichalkaranji.
Die Siedlung ist Teil des Distrikts Kolhapur. Kabnur hat den Status einer Census Town. Sie hatte am Stichtag der Volkszählung 2011 insgesamt 38.146 Einwohner, von denen 19.946 Männer und 18.200 Frauen waren. Hindus bilden mit einem Anteil von ca. 72 % die größte Gruppe der Bevölkerung in der Stadt gefolgt von Muslimen mit ca. 21 % und Jainas mit ca. 5 %. Die Alphabetisierungsrate lag 2011 bei 86,56 %.